# 土古町
土古町（どんごちょう）は、愛知県名古屋市港区の地名。現行行政地名は土古町1丁目から土古町4丁目と土古町字屋敷地。住居表示未実施。

## 地理
名古屋市港区中央北部に位置する。東は泰明町、南は港北町、北は川西通に接する。土古町字屋敷地は、土古町3丁目の北西端の八剱社の敷地内に僅かに残存する。

### 字一覧
土古町の一部には小字が残る。土古町の小字は以下の通り。消滅した字については背景色    で示す。読みが特定できるものについては括弧内に示す。
| 字                                       | 字                       |
| ---------------------------------------- | ------------------------ |
| 落杁東山起（おちいりひがしやまおこし）   | 角田（つのだ）           |
| 十枚物                                   | 新極メ（しんぎわめ）     |
| 新極メ下山起（しんぎわめしもやまおこし） | 西一ノ三角               |
| 西上百間                                 | 西川田                   |
| 西中田                                   | 西二ノ三角               |
| 八反歩下山起                             | 東一ノ三角               |
| 東上百間通                               | 東川田                   |
| 東二ノ三角                               | 東百間下山起             |
| 福井田                                   | 前田中田（まえだなかた） |
| 屋敷地（やしきち）                       | 横割（よこわり）         |

## 歴史
1740年（元文5年）に成瀬隼人正の控地を鈴木新助が開発して成立した土古山新田を前身とする。田園地帯が1935年（昭和10年）に鐘淵紡績により取得され、芦原となったが、戦時中に市内中学生の勤労奉仕により再び水田となった。

### 町名の由来
土古山は荒子川の砂州が小高い丘となっていたものを指していたとされる。また、同じ組を指す「同伍」が転じて土古となったともされるが、未詳。

### 行政区画の変遷
- 1740年（元文5年） - 愛知郡土古山新田が開発される。
- 1889年（明治22年）10月1日 - 合併に伴い、愛知郡明徳村大字土古山新田となる[1]。
- 1906年（明治39年）5月10日 - 合併に伴い、小碓村大字土古山新田となる[1]。
- 1921年（大正10年）
  - 8月12日 - 大字土古と改称する[1]。
  - 8月22日 - 大字土古を編入し、名古屋市南区土古町とする[1]。
- 1937年（昭和12年）10月1日 - 港区成立に伴い、同区土古町となる[1]。
- 1961年（昭和36年）3月28日 - 一部が港北町・泰明町・東土古町に分割される[1]。また、川西通に一部が編入される[12]。

## 世帯数と人口
2019年（平成31年）3月1日現在の世帯数と人口は以下の通りである。
| 町丁   | 世帯数    | 人口    |
| ------ | --------- | ------- |
| 土古町 | 1,090世帯 | 2,390人 |

### 人口の変遷
国勢調査による人口の推移
| 1995年（平成7年）  | 2,877人 | [ 13 ] |  |
| 2000年（平成12年） | 2,571人 | [ 14 ] |  |
| 2005年（平成17年） | 2,572人 | [ 15 ] |  |
| 2010年（平成22年） | 2,519人 | [ 16 ] |  |
| 2015年（平成27年） | 2,386人 | [ 17 ] |  |

## 学区
市立小・中学校に通う場合、学校等は以下の通りとなる。また、公立高等学校に通う場合の学区は以下の通りとなる。
| 番・番地等 | 小学校               | 中学校               | 高等学校 |
| ---------- | -------------------- | -------------------- | -------- |
| 全域       | 名古屋市立小碓小学校 | 名古屋市立港北中学校 | 尾張学区 |

## 施設
- 名古屋市営新土古荘[20]
- 水谷医院[8]
- 土古おおぞら保育園 - 1961年6月23日に「名古屋市土古保育園」として開園[21]。2019年4月1日に社会福祉法人愛名が運営を引き継ぎ現名称となる[22]。
- 名古屋市立小碓小学校[8]
- 真宗大谷派幸福寺[8]

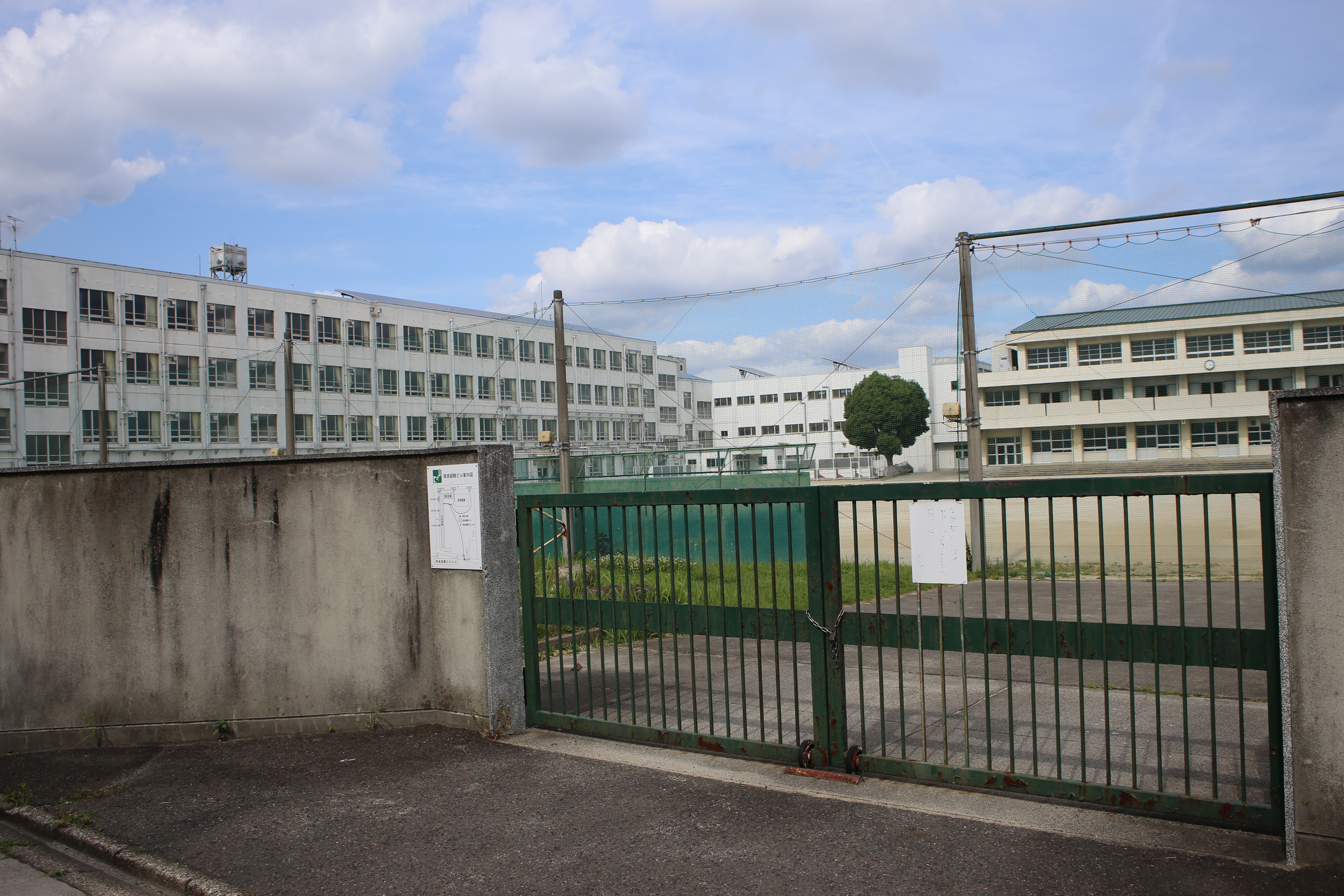
名古屋市立小碓小学校
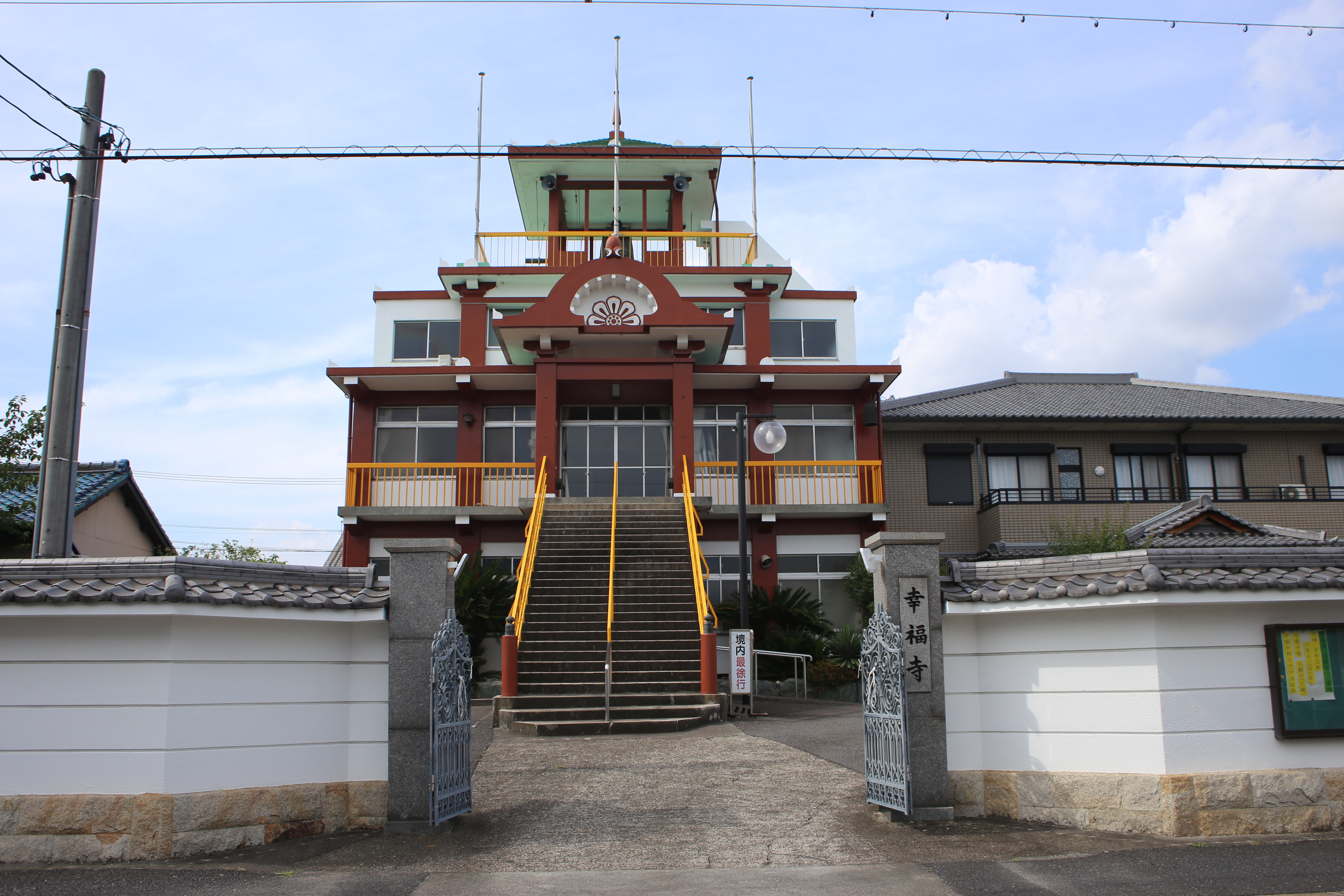
幸福寺

## その他

### 日本郵便
- 郵便番号 : 455-0068[4]（集配局：名古屋港郵便局[23]）。